# Achrophyllum javense
Achrophyllum javense är en bladmossart som beskrevs av Iwatsuki, B. C. Tan och Touw in Touw 1978. Achrophyllum javense ingår i släktet Achrophyllum och familjen Hookeriaceae. Inga underarter finns listade i Catalogue of Life.